# Microrregión de São Miguel do Araguaia
La microrregión de São Miguel do Araguaia es una de las  microrregiones del estado brasileño de Goiás perteneciente a la Mesorregión del Noroeste Goiano. Su población fue estimada en 2006 por el IBGE en 75.676 habitantes y está dividida en siete municipios. Posee un área total de 24.381,371 km². Siendo el municipio más poblado San Miguel del Araguaia.

## Municipios
- Crixás
- Mozarlândia
- Mundo Novo
- Nova Crixás
- Novo Planalto
- São Miguel do Araguaia
- Uirapuru

- Datos: Q1529192